# Cristianismo na Grã-Bretanha Romana
O Cristianismo esteve presente na Grã-Bretanha romana pelo menos desde o século III até o fim da administração imperial romana no início do século V, e continuou na Grã-Bretanha ocidental.
A religião na Grã-Bretanha romana era geralmente politeísta, envolvendo múltiplos deuses e deusas. O Cristianismo era diferente por ser monoteísta ou acreditar em apenas uma divindade. O Cristianismo foi uma das várias religiões introduzidas na Grã-Bretanha da parte oriental do império, outras sendo aquelas dedicadas a certas divindades, como Cibele, Ísis e Mitras.
Após o colapso da administração imperial romana, grande parte do sul e leste da Grã-Bretanha foi afetada pelas migrações anglo-saxônicas e uma transição para o paganismo anglo-saxão como religião primária. Os anglo-saxões foram posteriormente convertidos ao Cristianismo no século VII e a Igreja institucional foi reintroduzida, seguindo a missão agostiniana. Permaneceu uma consciência entre escritores cristãos anglo-saxões como Beda de que um Cristianismo romano-britânico havia existido. De fato, a Igreja romano-britânica existiu continuamente no País de Gales.

## Evidências

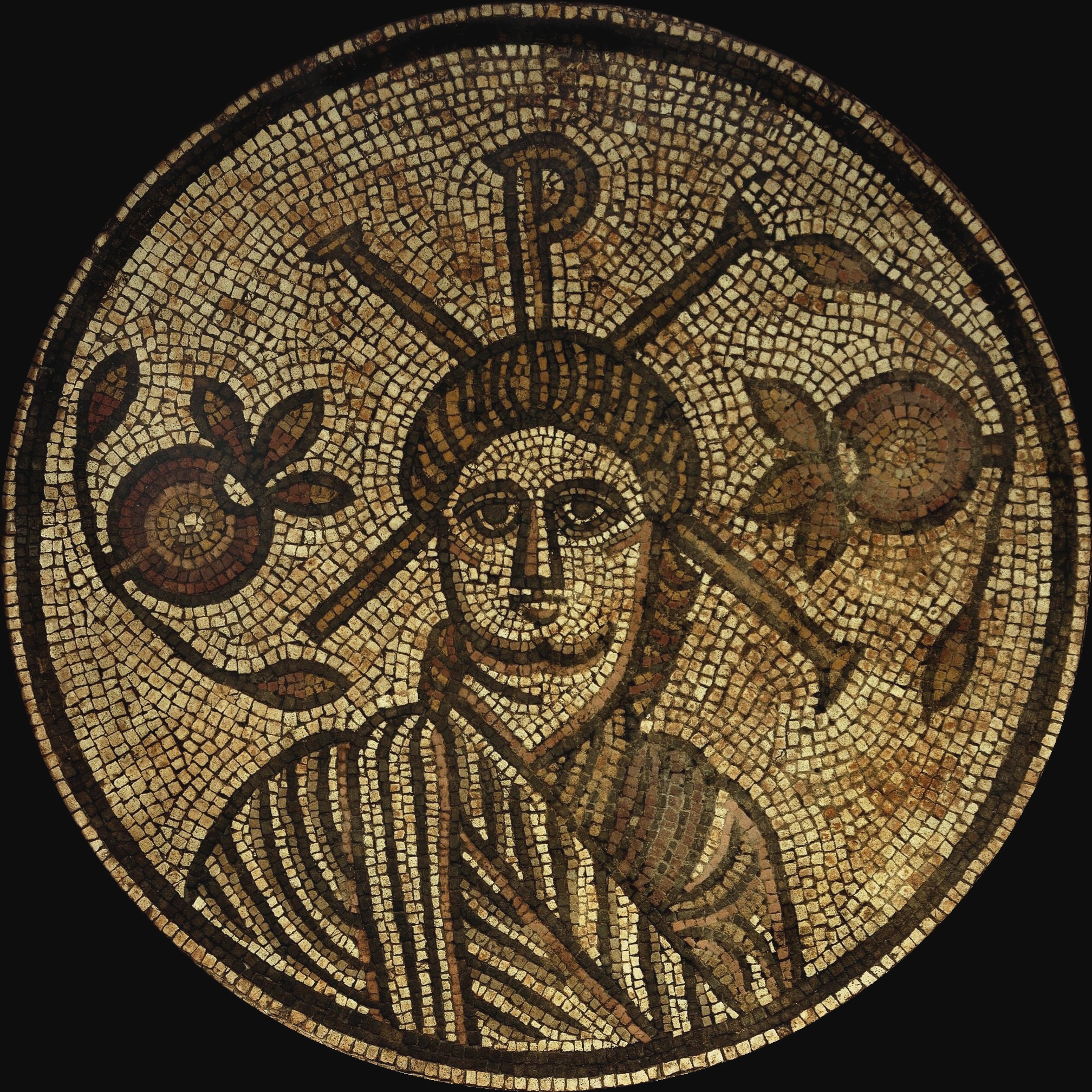
Detalhe do mosaico de Hinton Santa Maria (séc. IV) mostrando Cristo com chi-rho ao fundo.

As evidências arqueológicas do Cristianismo na Grã-Bretanha romana não são extensas, mas as evidências disponíveis ajudam os estudiosos a determinar a extensão da religião neste período. Determinar se um item foi usado no simbolismo e uso cristão ou pagão nem sempre é simples, com a interpretação de tais itens sendo frequentemente especulativa. Este material cristão representa uma "pequena proporção" de material arqueológico recuperado da Grã-Bretanha romana.
As fontes literárias incluem a História Eclesiástica do Povo Inglês de Beda, A Ruína da Grã-Bretanha de Gildas, História Britânica atribuída a Nênio e hagiografia, particularmente A Vida de São Germano de Auxerre de Constâncio de Lyon.

## Contexto

A província da Grã-Bretanha dentro do Império Romano, como existia em 125 d.C.

A Grã-Bretanha romana era religiosamente diversa, com seguidores da religião nativa celta, da religião romana e de religiões orientais importadas. Esses cultos orientais incluíam os das divindades Ísis, Mitras e Cibele. O Cristianismo era apenas um desses cultos orientais. O Cristianismo era um desdobramento do judaísmo, mas não há evidências diretas de que o judaísmo fosse praticado na Grã-Bretanha romana.
Essas tradições religiosas separadas desenvolveram-se em uma religião híbrida romano-céltica por meio da mistura cultural. Divindades indígenas e equivalentes romanos eram às vezes sincretizados, como Apolo - Cunomaglus e Sulis - Minerva. Templos romano-britânicos eram às vezes erguidos em locais de culto mais antigos, pré-romanos. Um novo estilo de templo romano-céltico se desenvolveu, influenciado pelos estilos arquitetônicos da Idade do Ferro e do Império Romano, mas também era único. Edifícios neste estilo permaneceram em uso até o século IV.
As pessoas geralmente acreditavam em uma ampla gama de deuses e deusas. Eles adoravam vários deles, provavelmente selecionando algumas divindades locais e tribais e algumas das principais divindades veneradas em todo o Império. O arqueólogo Martin Henig sugeriu que para "sentir algo do ambiente espiritual do Cristianismo nesta época", seria útil imaginar a Índia, onde o hinduísmo, "um grande sistema politeísta", continua dominante, e "onde as Igrejas contendo imagens de Cristo e da Virgem estão em uma pequena minoria contra os muitos templos de deuses e deusas".

## Cronologia

### Séc. II e III
Não se sabe exatamente quando o Cristianismo chegou à Grã-Bretanha romana. A província experimentou um fluxo constante de pessoas de todo o império, algumas das quais eram possivelmente cristãs. No entanto, há uma diferença entre os cristãos transitórios que podem ter chegado à Grã-Bretanha e uma comunidade cristã romano-britânica estabelecida. A historiadora Dorothy Watts sugeriu que o Cristianismo foi talvez introduzido na Grã-Bretanha na última parte do século II.
Por volta de 200, o teólogo cartaginês Tertuliano incluiu a Grã-Bretanha em uma lista de lugares alcançados pelo Cristianismo em sua obra, Adversus Judaeos. Seu contemporâneo, o teólogo grego Orígenes, também escreveu que o Cristianismo havia alcançado a Grã-Bretanha. A precisão dessas declarações pode ser questionada, dado que ambos os escritores tinham um forte aspecto retórico em seu trabalho, que foi projetado para glorificar o que ainda era um movimento religioso ilegal e clandestino. No entanto, é possível que Tertuliano e Orígenes estivessem baseando suas declarações em alguma realidade.
O Cristianismo experimentou um crescimento lento e constante no império durante o século III. No entanto, o número de cristãos britânicos era provavelmente pequeno, e é improvável que houvesse qualquer organização eclesiástica extensa antes do século IV. Em meados do século III, houve uma intensificação da perseguição aos cristãos, particularmente sob os imperadores Décio (r.  249–251) e Valeriano (r.  253–260). Essas ondas de perseguição podem ter impactado a comunidade cristã na Grã-Bretanha. É possível que os santos Albano, Júlio e Aarão, três mártires romano-britânicos mencionados em fontes medievais antigas, tenham sido mortos nessa época. Em 260, o imperador Galieno emitiu um decreto que descriminalizou o Cristianismo, permitindo que a igreja possuísse propriedades como um corpo corporativo.

### Séc. IV e V

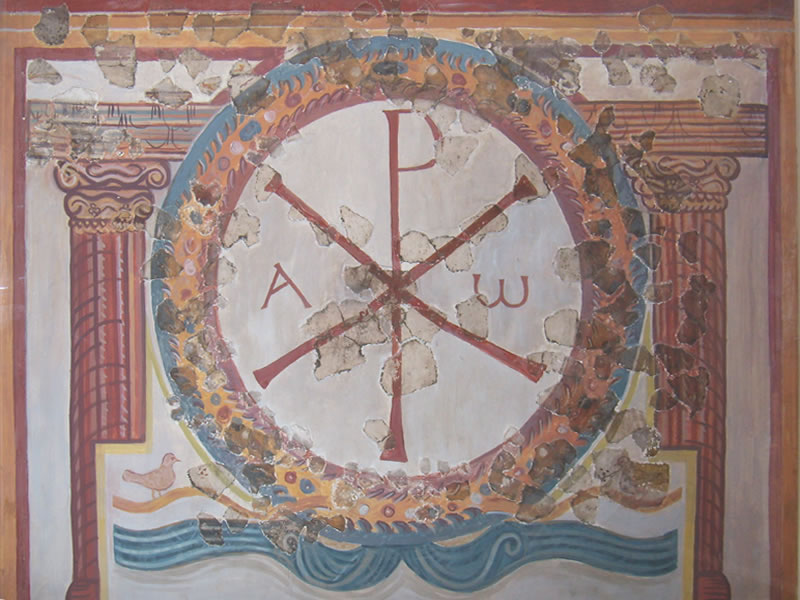
Afresco de Chi-Rho da Vila Romana de Lullingstone construída por volta de 360

A perseguição mais severa aos cristãos pelo império começou em 303 sob Diocleciano (r.  284–305). No entanto, parece que os cristãos britânicos sofreram menos durante a Perseguição Diocleciana do que os cristãos em outros lugares. Em 313, o imperador romano ocidental Constantino e o imperador romano oriental Licínio emitiram o Édito de Milão, pondo fim à perseguição aos cristãos no império.
A Igreja cristã no Império Romano baseou sua organização nas províncias romanas. A Igreja em cada cidade era liderada por um bispo, e a cidade principal da província era liderada por um bispo metropolitano. Em 314, Constantino convocou o Concílio de Arles, o primeiro concílio da Igreja convocado por um imperador romano. O concílio condenou o donatismo e concordou em seguir o método da Igreja romana de calcular a data da Páscoa. Os bispos britânicos presentes foram Eborius de Eboracum (Iorque), Restitutus de Londinium (Londres) e Adelfius de Lindum Colonia (Lincoln). Essas cidades eram capitais provinciais, e os bispos provavelmente eram metropolitas com autoridade sobre os outros bispos em suas províncias. A presença dos três bispos indica que, no início do século IV, a comunidade cristã britânica estava organizada em uma base regional e mantinha uma hierarquia episcopal distinta.
Os nomes de vários bispos romano-britânicos também foram encontrados em inscrições em achados arqueológicos. No Risley Park Lanx há uma inscrição fragmentária afirmando "O bispo Exuperius deu [isto] a...". Uma salina de chumbo de Shavington, Cheshire, também contém uma inscrição em latim que provavelmente diz "De Viventius, o bispo...".
A Igreja britânica foi afetada pela controvérsia ariana, mas parece que os bispos britânicos estavam unidos contra o arianismo. Embora nenhum bispo britânico tenha comparecido ao Primeiro Concílio de Nicéia em 325, considerado o primeiro concílio ecumênico, os clérigos britânicos estavam presentes em outros concílios convocados para resolver a controvérsia. De acordo com Atanásio, o Patriarca de Alexandria, os bispos britânicos compareceram ao Concílio de Sérdica em 343. No entanto, os registros do concílio não indicam que nenhum bispo britânico estava presente; por esse motivo, o historiador Richard Sharpe argumentou que Atanásio era impreciso. O cronista galo-romano Sulpício Severo afirmou que pelo menos três bispos da Grã-Bretanha estavam presentes no Concílio de Ariminum em 359. O imperador Constâncio II ofereceu hospedagem com despesas públicas, mas a maioria dos bispos recusou, exceto os britânicos. Isso sugere que a Igreja britânica era pobre ou numericamente pequena.
No século IV, provavelmente havia famílias romano-britânicas divididas por sua fidelidade religiosa; algumas cristãs, outras seguindo religiões pagãs. Alguns indivíduos podem ter oscilado entre as duas. Na segunda metade do século IV, os cristãos ocupavam vários cargos administrativos seniores dentro do governo da diocese civil. O poeta romano Ausônio correspondeu-se com Flavius Sanctus, o governador cristão de uma das províncias britânicas.
Em 391, o Imperador Teodósio proibiu todas as religiões pagãs em todo o império, com o Cristianismo agora sendo a religião oficial. O decreto de Teodósio provavelmente teria impactado a Grã-Bretanha e sido seguido pela administração provincial. Martin Henig sugeriu que no final do século IV, "uma grande proporção da sociedade britânica, por mais materialmente empobrecida que fosse", era cristã.

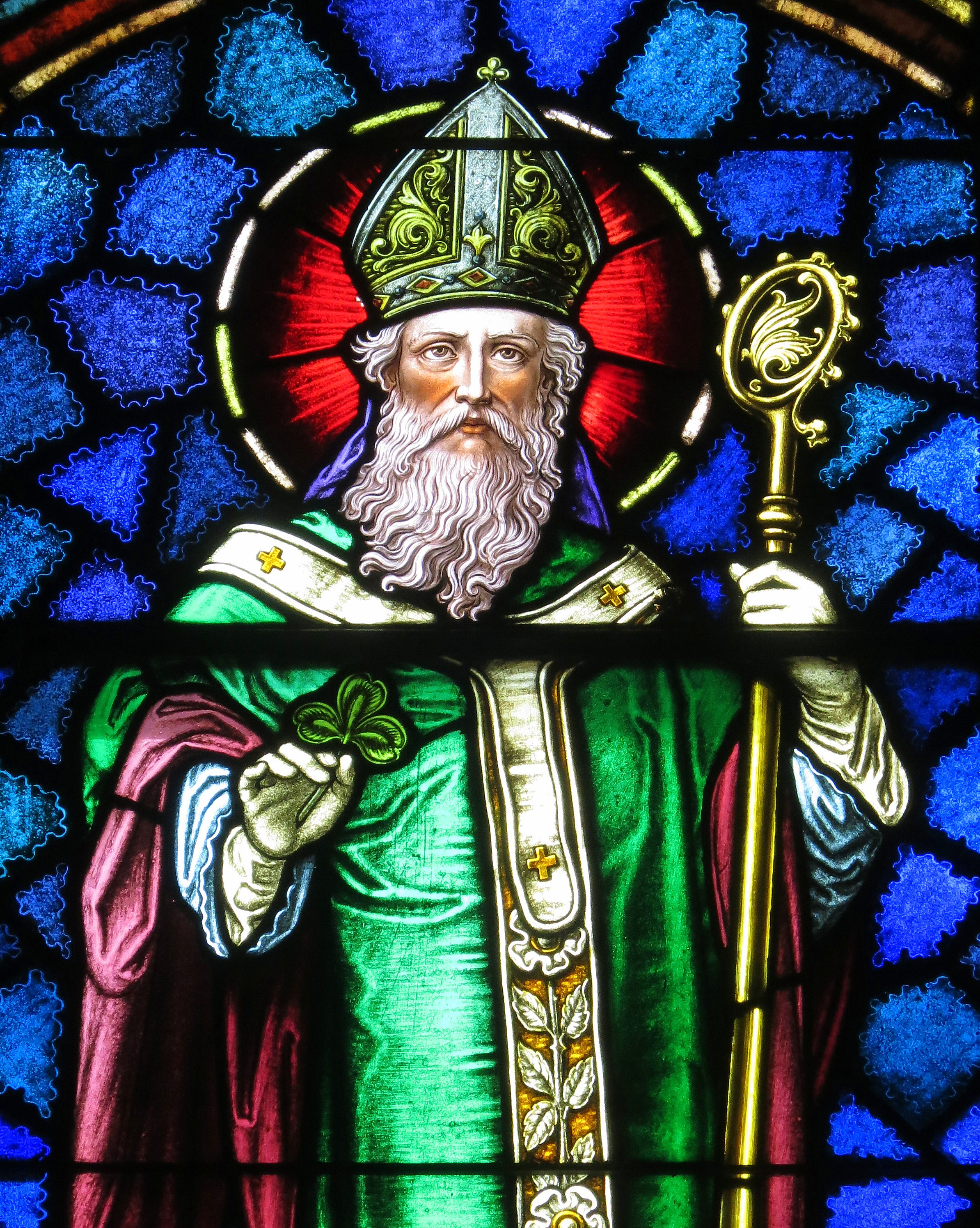
Uma representação moderna de Patrício, o único cristão romano-britânico a deixar um testemunho escrito sobrevivente.

Vários cristãos proeminentes eram romano-britânicos de nascimento. Pelágio, o criador do pelagianismo, provavelmente nasceu na Grã-Bretanha na segunda metade do século IV, embora tenha vivido a maior parte de sua vida na Europa continental. Patrício também nasceu na Grã-Bretanha em uma família que era cristã há pelo menos três gerações. Sua Confissão de São Patrício é o único testemunho escrito sobrevivente que foi escrito por um cristão romano-britânico, embora discuta principalmente seu tempo na Irlanda em vez da Grã-Bretanha. Na década de 470, Apolinário Sidônio, o bispo de Clermont, escreveu a Faustus, bispo de Riez, referindo-se a este último como tendo sido britânico de nascimento.
Existem várias outras referências textuais sobreviventes que atestam a presença do Cristianismo na Grã-Bretanha do final do século IV e V. Na década de 390, Vitrício, o bispo de Ruão, viajou para a Grã-Bretanha e em seu De Laude Sanctorum se referiu a um sacerdócio existente lá. Outro bispo gaulês, Germano de Auxerre, foi enviado à Grã-Bretanha pelo Papa Celestino I em 429, para lidar com um bispo chamado Agricola que estava promovendo o pelagianismo. A Vida de São Germano se refere ao bispo visitando a Grã-Bretanha pela segunda vez, desta vez com um bispo Severus, no último ano de sua vida, embora o ano preciso não seja conhecido.

### Sobrevivências dos séc. V e VI
Muitos arqueólogos acreditam que o fim da vida romana na Grã-Bretanha ocorreu rapidamente durante as três primeiras décadas do século V. Este evento foi seguido pela migração anglo-saxônica, durante a qual comunidades linguisticamente germânicas da Dinamarca moderna e do norte da Alemanha se estabeleceram na Grã-Bretanha, formando a área cultural agora conhecida como Inglaterra anglo-saxônica. Os arqueólogos tendem a acreditar que essa transição da cultura romano-britânica para a anglo-saxônica foi fragmentada e gradual, em vez de ser o resultado de uma conquista repentina.
Fontes textuais sugerem que as comunidades cristãs estabelecidas na província romana sobreviveram na Grã-Bretanha Ocidental durante os séculos IV, V e VI. Este Cristianismo britânico ocidental continuou a desenvolver-se nos seus próprios termos. Na década de 540, Gildas condenava os bispos britânicos. Durante o século XX, vários estudiosos do Cristianismo britânico ocidental evitaram explicações sobre a sobrevivência romano-britânica e, em vez disso, procuraram traçar as origens do Cristianismo nesta parte da Europa até às rotas marítimas. A primeira a desafiar esta suposição foi Jocelyn Toynbee, que argumentou que o Cristianismo romano-britânico era de fato o progenitor do que ela chamou de "a chamada Igreja Celta" da Grã-Bretanha Ocidental.
No final do século VI, o Papa ordenou que Agostinho de Cantuária liderasse a Missão Gregoriana para converter os anglo-saxões ao Cristianismo. De acordo com os escritos do monge Beda, esses missionários agostinianos utilizaram uma antiga igreja romano-britânica que havia sido dedicada a São Martinho e obtiveram permissão do rei de Kent para restaurar várias igrejas pré-existentes.  A sobrevivência das igrejas romano-britânicas neste período também é atestada em outras fontes, como a Vida de São Vilfrido.